# Джордж Барнс (гангстер)
Джордж Келлі Барнс (прізвисько — «Автомат» Келлі; англ. George «Machine Gun» Kelley Barnes; 18 липня 1895 — 18 липня 1954) — американський гангстер часів сухого закону.
Займався бутлегерством, розбійними нападами, викраданнями людей. Засуджений до довічного ув'язнення в Алькатрасі. Потрапив в Алькатрас 4 вересня 1934 через викрадення нафтового магната. Келлі просидів у Алькатрасі 17 років і отримав там прізвисько «Келлі хлопавка» (англ. «Pop Gun Kelly»). У 1951 був переведений до в'язниці Лівенуорт де і помер від серцевого нападу 18 липня 1954. Похований на кладовищі в Коттондейлі, штат Техас.

## Життєпис
Джордж Келлі Барнс народився у сім'ї страхового агента. Закінчив школу і навіть поступив до університету, щоб вивчати сільське господарство, але через півроку був відрахований за неуспішність. З введенням сухого закону Келлі став бутлегер (торговець контрабандним спиртним), в 1928 році його заарештовували і засудили на три роки.

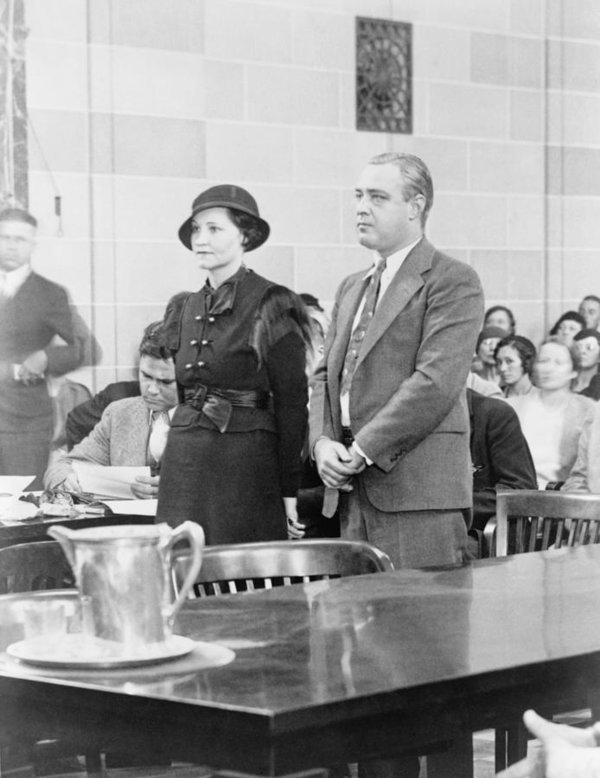
Подружжя Келлі в суді

Звільнившись під чесне слово в 1930 році, Келлі одружився з Кетрін Торн, яка і зробила з нього Келлі-Автомата — легенду Америки 30-х, банківського грабіжника, вбивцю і викрадача людей. Кетрін купила своєму коханому автомат Томсона і навчила його майстерно користуватися ним.
У липні 1933 року подружжя Келлі викрала в Оклахомі мільйонера Чарльза Аршера і отримали за нього 200 000 доларів викупу. За справу Аршера взялися люди агента ФБР Первіса. Ґрунтуючись на показаннях потерпілого, вони вирахували ферму, на якій переховували викраденого, і заарештували її господаря — Харві Вейла. Через нього вийшли на решту членів банди.

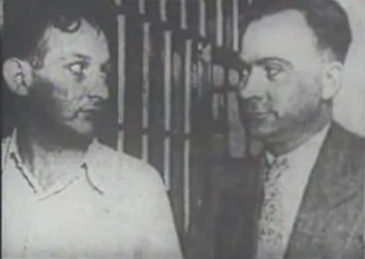
Барнс в Алькатрасі

Келлі і Кетрін заарештували на світанку 26 вересня 1933. Коли спецагенти увірвалися в спальню бандитів, Келлі-Автомат намагався надіти піжаму, а Кетрін лежала у ліжку — обидва вони були п'яні. Подивившись на войовничо налаштовану ораву автоматників, Келлі кинув пістолет на підлогу і сказав: «Де ви шляєтесь? Я вас всю ніч чекав».
Подружжя отримали довічне ув'язнення. Келлі став першим в'язнем для особливо небезпечних злочинців на острові Алькатрас в бухті Сан-Франциско і провів там 17 років. У 1951 році його перевели до в'язниці Лівенуорта, де колишній гангстер помер від серцевого нападу в день свого 59-річчя.